# Cyphia mafingensis
Cyphia mafingensis är en klockväxtart som beskrevs av Mats Thulin. Cyphia mafingensis ingår i släktet Cyphia, och familjen klockväxter.
Artens utbredningsområde är Malawi. Inga underarter finns listade i Catalogue of Life.